# Gare de Berlin-Friedrichshagen
La gare de Berlin-Friedrichshagen est une gare ferroviaire à Berlin, dans le quartier de Friedrichshagen, sur la ligne de Berlin à Wrocław.

## Histoire
La gare ouvre le 23 octobre 1842 en même temps que la ligne de Berlin à Francfort-sur-l'Oder. Dans le cadre de l'extension de la ligne à deux voies dans la banlieue nord, la gare est éloignée d'environ six mètres, y compris la voie ferrée, jusqu'en 1903 pour assurer une opération sans franchissement.
L'électrification est établie le 11 juin 1928 jusqu'à Erkner ; les trains de banlieue à vapeur se retirent jusqu'en octobre de la même année.
Après la fin de la Seconde Guerre mondiale, la ligne de banlieue vers Erkner est complètement démantelée. Elle est remise en 1948. Jusqu'au 30 avril, la ligne peut être rouverte de Friedrichshagen à Rahnsdorf pour l'exploitation du S-Bahn électrique. Les voies proviennent en partie de la ligne de Prusse-Orientale à double voie. La deuxième voie est restaurée à la gare en 1957.
Depuis fin 2015, la gare est contrôlée par un poste d'aiguillage informatique.

## Service des voyageurs

### Intermodalité
Au sud de la gare se trouvent les lignes de tramway 60 et 61. Au nord, la gare est l'extrémité occidentale de la ligne du tramway de Schöneiche bei Berlin.